# Каргильская война
Каргильская война — пограничный вооружённый конфликт между Индией и Пакистаном, произошедший в 1999 году.
Официальные индийские представители в ходе конфликта предпочитали не использовать слово «война», а пакистанская сторона вообще отрицала своё участие в нём, утверждая что против индийских сил действуют лишь кашмирские «моджахеды».

## Предыстория
В конце 1998 — начале 1999 года в отношениях между Индией и Пакистаном наметилось заметное потепление. Состоялось несколько встреч на высшем уровне, в феврале премьер-министр Индии А. Б. Ваджпаи посетил пакистанский город Лахор, где открыл автобусное сообщение между ним и городом Амритсар. Была подписана Лахорская декларация, призванная снизить риск случайного или несанкционированного применения этими государствами ядерного оружия (в 1998 году оба государства провели ядерные испытания). В то же время ключевой проблемой двусторонних отношений оставался вопрос о штате Джамму и Кашмир, разделённом линией контроля после войны 1947—1948 годов. В индийской части штата продолжали действовать партизаны, стремящиеся к отделению её от Индии и присоединению к Пакистану. На линии контроля постоянно происходили артиллерийские перестрелки между двумя государствами.
Не все представители пакистанской военной элиты поддерживали курс на сближение с Индией. В генеральном штабе пакистанской армии был разработан план проникновения в индийскую часть штата и занятия ряда позиций в горах в округе Каргил, вероятно, с целью заставить индийцев покинуть находящийся восточнее ледник Сиачен, место спорадических боевых действий между пограничниками двух государств с 1980-х годов. Существует неясность относительно того, проинформировал ли начальник генштаба Первез Мушарраф об этом плане премьер-министра Пакистана Наваза Шарифа. Сам Шариф позднее утверждал, что узнал о событиях в Каргиле от индийской стороны.

## Потери сторон
Данные о потерях сторон значительно отличаются. По индийским данным: Пакистан — 696 убитых, в том числе 41 офицер; Индия — 407 убитых, в том числе 24 офицера, 584 раненых, 6 человек пропали без вести. В соответствии с данными, приведёнными генералом Первезом Мушаррафом, занимавшим в тот момент должность начальника штаба армии Пакистана, пакистанцы потеряли не более 250 человек вследствие артобстрелов, потери индийской армии составили между 1500 и 1700 убитыми и столько же ранеными. Генерал признал факт пересечения линии контроля пакистанскими военнослужащими, которых к этому якобы вынудил артиллерийский обстрел с индийской стороны.
В ходе боёв ВВС Индии не обошлись без потерь. Все сбитые летательные аппараты были, по данным большинства источников, поражены с помощью ПЗРК, вероятно, «Анза» пакистанского производства. Как утверждали пакистанские источники, сбитые самолёты и вертолёты были обстреляны в воздушном пространстве Пакистана, при этом список индийских потерь (якобы, 5 летательных аппаратов) выглядит следующим образом:
- 27 мая — самолёт МиГ-27 из 9-й эскадрильи, который два раза в течение часа наносил удары по позициям пакистанских войск, был сбит в 11:15, упал на пакистанской стороне. Лётчик (лейтенант К. Начикета) взят в плен, возвращён Индии 4 июня.
- 27 мая — самолёт МиГ-21 из 17-й эскадрильи сбит в том же районе через 20 минут, упал на пакистанской стороне. Командир 17-й эскадрильи А. Ахуджа погиб.
- 28 мая — вертолёт Ми-17 сбит во время удара НУРС по позициям пакистанских войск в секторе Мушкох. Упал на индийской стороне. 5 офицеров ВВС погибли.

Индийцы, однако, официально не признают потерю первых двух машин. Действительно, пакистанская информация об их падении основывается на достаточно спорных показаниях.
Потерь пакистанских ВВС отмечено не было в связи с их неучастием в конфликте.

## Итоги конфликта
Конфликт окончился формально победой индийцев, поскольку им удалось отбить практически все территории, захваченные боевиками в первые дни боёв.
Победу удалось одержать ценой крайне высокого напряжения войск, создавая многократный численный перевес, с применением авиации и тяжёлого вооружения.
Политические последствия были для Пакистана весьма плачевны. Поражение сказалось на моральном состоянии вооружённых сил государства и в целом нанесло ущерб репутации пакистанских военных и правительства. Напряжённые отношения, сложившиеся после войны между Навазом Шарифом и начштаба сухопутных сил П. Мушаррафом, вылились в переворот и смещение Шарифа с должности премьера. В Пакистане снова, после 12-летнего перерыва, пришли к власти военные.
Конфликт оставил за собой массу нерешённых вопросов, что привело к очередному противостоянию в 2001—2002 годах.
По итогам конфликта в Индии были учреждены Звезда «Операция Виджай» и медаль «Операция Виджай», Пакистан продолжил награждение медалью общей службы Tamga-i-diffa с планкой «Ледник Сиачен».